# Anomocephalus
Anomocephalus (лат.) — вымерший род синапсид-аномодонтов, обитавших в пермском периоде. Примитивность Anomocephalus выражается в том, что он сохранил полный набор зубов в обеих челюстях, тогда как у его потомков дицинодонтов набор зубов свёлся к единственной паре бивней (а в ряде случаев и к полному отсутствию зубов) и массивному клюву, похожему на черепаший, покрывавшему челюсти.
Был обнаружен в 1999 году в древнейшем горном массиве Гондваны (Уиллистон, Кару, Северо-Капская провинция, ЮАР). Его обнаружение стало свидетельством того, что эта группа травоядных возникла в Гондване, а не в Лавразии, как считалось ранее. Жил около 260 млн лет назад, в пермском периоде, на засушливых территориях в окрестностях рек и озёр, напоминавших современный пейзаж Намибии или Ботсваны. Близкий родственник Tiarajudens из Бразилии.

## Геология и среда обитания
Остатки Anomocephalus были обнаружены в нижних слоях группы Бофорта, которая представляет собой стратиграфическое подразделение, состоящую в основном из песчаника и сланцев, и является частью отложений бассейна Кару. Отложения группы Бофорта, занимающие большую часть бассейна, образованы ручьями и реками. Климат во время средней и поздней перми стал тёплым и полузасушливым с выраженной сезонностью осадков. Центральная область бассейна была покрыта пересыхающими озёрами и небольшими меандрирующими реками.